# Australian Open 2019/Quadeinzel
Das Quadeinzel (Rollstuhl) der Australian Open 2019 war ein Rollstuhltenniswettbewerb in Melbourne und fand vom 23. bis zum 26. Januar statt.
Vorjahressieger war Dylan Alcott, der das Turnier erneut gewann.

## Setzliste
| Nr. | Spieler      | Erreichte Runde |
| --- | ------------ | --------------- |
| 01. | Dylan Alcott | Sieg            |
| 02. | David Wagner | Finale          |

## Ergebnisse
Zeichenerklärung
- Q = Qualifikant
- WC = Wildcard
- LL = Lucky Loser
- ITF = qualifiziert über ITF-Ranking
- ALT = alternate (Ersatz)
- PR = Protected Ranking
- SE = Special Exempt
- r = retired (Aufgabe)
- d = Disqualifikation
- w.o. = walkover
- [ ] = Match-Tie-Break

Finale
|  | Finale |              |   |    |  |
|  |        |              |   |    |  |
|  | 1      | Dylan Alcott | 6 | 7  |  |
|  | 2      | David Wagner | 4 | 62 |  |
|  |        |              |   |    |  |

Gruppenspiele
|   |                  | Alcott         | Davidson       | Lapthorne     | Wagner         | Round Robin S-N | Sätze S-N | Spiele S-N | Pos. |
| 1 | Dylan Alcott     |                | 6:3, 6:2       | w.o.          | 6:73, 6:4, 7:5 | 3:0             | 6:1       | 43:21      | 1    |
|   | Heath Davidson   | 3:6, 2:6       |                | 6:1, 6:1      | 7:66, 5:7, 3:6 | 1:2             | 3:4       | 32:33      | 3    |
|   | Andrew Lapthorne | w.o.           | 1:6, 1:6       |               | 1:6, 6:4, 4:6  | 0:3             | 1:6       | 13:40      | 4    |
| 2 | David Wagner     | 7:63, 4:6, 5:7 | 6:76, 7:5, 6:3 | 6:1, 4:6, 6:4 |                | 2:1             | 5:4       | 51:45      | 2    |